# Justiça reprodutiva
Justiça reprodutiva (em inglês: Reproductive justice) é o direito humano de manter a autonomia de seu próprio corpo na decisão de ter ou não filhos, assim como, ter o direito de educar seus filhos numa sociedade segura e sustentável. De acordo com a Justiça Reprodutiva das Mulheres de Cor, foi a primeira organização fundada para construir um movimento de justiça reprodutiva. Em 1997, 16 organizações lideradas por mulheres de cor representando quatro comunidades de cor – nativos americanos, latino-americanos, afro-americanos e asiático-americanos – lançaram a SisterSong sem fins lucrativos para construir um movimento nacional de justiça reprodutiva. Organizações adicionais começaram a se formar ou se reorganizar como organizações de justiça reprodutiva a partir do início dos anos 2000.
A justiça reprodutiva, distinta dos movimentos de direitos reprodutivos da década de 1970, surgiu como um movimento porque mulheres de baixa renda, mulheres de cor, mulheres com deficiência e pessoas LGBTQ+ se sentiram marginalizadas no movimento de direitos reprodutivos. As mulheres sentiram que o movimento pelos direitos reprodutivos se concentrava principalmente nos debates “pró-escolha” versus “pró-vida” (apoiadores vs. opositores do direito ao aborto). Em contrapartida, o movimento de justiça reprodutiva reconhece as maneiras pelas quais fatores que se cruzam, como raça e classe social, limitam a liberdade das mulheres marginalizadas de fazer escolhas informadas sobre a gravidez, impondo circunstâncias opressivas ou restringindo o acesso a serviços, incluindo, mas não se limitando ao aborto, pílulas do Plano B e cuidados e educação acessíveis. A justiça reprodutiva se concentra no acesso prático ao aborto em vez do direito ao aborto, afirmando que o direito legal ao aborto não tem sentido para as mulheres que não podem tê-la devido ao custo, à distância do ambiente mais próximo ou outros obstáculos.
A estrutura de justiça reprodutiva abrange uma ampla gama de questões que afetam a vida reprodutiva de mulheres marginalizadas, incluindo acesso a: contracepção, educação sexual integral, prevenção e cuidados para infecções sexualmente transmissíveis, opções alternativas de parto, cuidado parental e gravidez adequados, assistência à violência doméstica, salários adequados para sustentar as famílias e lares seguros, etc. A justiça reprodutiva é baseada na estrutura internacional de direitos humanos, que vê os direitos reprodutivos como direitos humanos.

## Contexto

### Criação do termo
O termo "justiça reprodutiva" combina direitos reprodutivos e justiça social. Foi cunhado e formulado como uma estrutura organizadora por um grupo de mulheres negras que se reuniram para esse fim em 1994 e se autodenominavam Mulheres de ascendência africana pela justiça reprodutiva. Eles se reuniram em Chicago para uma conferência patrocinada pela Illinois Pro-Choice Alliance e pela Ms. Foundation for Women com a intenção de criar uma declaração em resposta ao plano proposto pelo governo Clinton para assistência médica universal. A conferência foi intencionalmente planejada pouco antes de os participantes irem para a Conferência Internacional sobre População e Desenvolvimento no Cairo, que chegou à decisão de que o direito individual de planejar sua própria família deve ser central para o desenvolvimento global. As mulheres desenvolveram o termo como uma combinação de direitos reprodutivos e justiça social, e se autodenominaram Mulheres Afrodescendentes para Justiça Reprodutiva. Eles lançaram o termo publicando uma declaração de página inteira intitulada "Mulheres Negras na Reforma Universal dos Cuidados de Saúde" com mais de 800 assinaturas no The Washington Post e Roll Call abordando a justiça reprodutiva em uma crítica ao plano de saúde de Clinton. As mulheres que criaram o termo justiça reprodutiva foram: Toni M. Bond Leonard, Reverenda Alma Crawford, Evelyn S. Field, Terri James, Bisola Marignay, Cassandra McConnell, Cynthia Newbille, Loretta Ross, Elizabeth Terry, ' Able' Mable Thomas, Winnette P. Willis e Kim Youngblood.

### Significado
Loretta Ross, cofundadora e Coordenadora Nacional da Justiça Reprodutiva das Mulheres de Cor de 2005 a 2012, define justiça reprodutiva como uma estrutura criada por mulheres ativistas de cor para abordar como raça, gênero, classe, habilidade, nacionalidade e sexualidade. O conceito de justiça reprodutiva foi criado por essas mulheres ativistas de cor devido a frustrações com o paradigma dominante "pró-escolha". Essas mulheres sentiam que, apesar de terem acesso legal a opções como o aborto, não eram capazes de exercer as escolhas reprodutivas tão facilmente quanto suas contrapartes mais privilegiadas. Para eles, a política reprodutiva não era sobre escolha, mas sobre justiça.
O discurso do aborto nos Estados Unidos é, muitas vezes, explicado em termos de ser "pró-escolha", ou seja, a favor dos direitos ao aborto, ou "pró-vida", ou seja, favorecer o desenvolvimento fetal e a proteção da vida do "feto" sobre aquele da mãe e opondo-se ao aborto. A justiça reprodutiva desafia a dicotomia pró-escolha/pró-vida. A justiça reprodutiva entende "escolha" como algo que divide as mulheres na política e na prática, porque pressupõe que todas as mulheres têm a mesma capacidade de fazer as mesmas escolhas. Portanto, "escolha" ignora fatores estruturais como status econômico, raça, estado de imigração, etc. Alguns acadêmicos que estudam a mulher, como Greta Gaard, argumentam que "escolha" é um "esquema de omissão", o que significa que deixa muitas mulheres fora das discussões sobre o assunto, mulheres independente da cor de pele, mulheres imigrantes, mulheres queer, mulheres transgêneras, etc. Estruturalmente, essas identidades não têm os mesmos graus de escolha quando se trata de acesso aos cuidados reprodutivos. Gaard argumenta que isso divide ainda mais as mulheres de acordo com classe e raça. Isso cria a necessidade de um novo quadro mais inclusivo, e a justiça reprodutiva foi criada para ser esse quadro.
A justiça reprodutiva é uma estrutura crítica e teórica que foi inventada como resposta à política reprodutiva dos Estados Unidos. Os três valores centrais da justiça reprodutiva são o direito de ter um filho, o direito de não ter um filho e o direito de ser pai de uma criança ou crianças em ambientes seguros e saudáveis.:62 A estrutura move os direitos reprodutivos das mulheres além de um debate jurídico e político para incorporar os fatores econômicos, sociais e de saúde que afetam as escolhas reprodutivas das mulheres e a capacidade de tomada de decisões.
Existem três estruturas que se concentram nas necessidades reprodutivas das mulheres:
1. Saúde reprodutiva : aborda as desigualdades nos serviços de saúde defendendo a prestação de serviços a comunidades historicamente carentes.[12]
2. Direitos reprodutivos: Enfatiza a proteção do direito legal de uma mulher individual aos serviços de saúde reprodutiva, com foco em aumentar o acesso à contracepção e manter o aborto legal.[13]
3. Justiça reprodutiva: abrange a saúde reprodutiva e os direitos reprodutivos, ao mesmo tempo em que utiliza uma análise interseccional para enfatizar e abordar as desigualdades sistêmicas sociais, políticas e econômicas que afetam a saúde reprodutiva das mulheres e sua capacidade de controlar suas vidas reprodutivas.[12]

Os fundadores da estrutura de justiça reprodutiva também a definiram como "propositalmente controversa" porque centraliza as comunidades de cor. Os defensores afirmam que centralizar essas comunidades contraria o "status quo desumanizante da política reprodutiva".:11 Ao centrar as necessidades e a liderança das pessoas mais oprimidas em vez da maioria, a justiça reprodutiva procura garantir que todas as pessoas possam criar vidas reprodutivas autodeterminadas. A lente da justiça reprodutiva é, portanto, usada para abordar questões relacionadas ao aborto, contracepção, imigração, bem-estar, HIV/AIDS, justiça ambiental, racismo, comunidades indígenas, educação, direitos LGBTQ+ e deficiência, entre outras questões que afetam a vida reprodutiva das pessoas. Ao contrário dos direitos reprodutivos pró-escolha ou movimentos de saúde reprodutiva, a justiça reprodutiva inclui a segurança da comunidade, a violência e o papel do governo na reprodução. Por exemplo, o direito de ser pai em ambientes seguros abrangeria questões como a brutalidade policial e a crise hídrica em Flint, Michigan. Estas questões estão em grande parte ausentes da advocacia pró-escolha. As Comunidades Asiáticas para a Justiça Reprodutiva, recentemente renomeadas Forward Together, definem o conceito da seguinte forma:

Justiça Reprodutiva é o completo bem-estar físico, mental, espiritual, político, econômico e social de mulheres e meninas, e será alcançado quando mulheres e meninas tiverem o poder e os recursos econômicos, sociais e políticos para tomar decisões saudáveis sobre nossas corpos, sexualidade e reprodução para nós mesmos, nossas famílias e nossas comunidades em todas as áreas de nossas vidas.

O movimento de justiça reprodutiva, em seus esforços para esclarecer essas questões, desafia a estrutura do direito à privacidade criada por Roe v. Wade, que se baseava na noção de escolha na tomada de decisão reprodutiva. Essencialmente, a estrutura de justiça reprodutiva desvia o foco dos direitos civis para os direitos humanos. A abordagem de direitos humanos da justiça reprodutiva defende o direito de tomada de decisão reprodutiva como inalienável para todas as mulheres marginalizadas, independentemente de suas circunstâncias. Em contrapartida, os defensores da justiça reprodutiva argumentam que a estrutura pró-escolha baseada em direitos civis se concentra no direito legal de escolher abortos sem abordar como o status socioeconômico afeta as escolhas que se tem. Rickie Solinger afirma que "o termo direitos geralmente se refere aos privilégios ou benefícios a que uma pessoa tem direito e pode exercer sem recursos especiais", enquanto a estrutura de privacidade estabelecida por Roe e interpretada pela Suprema Corte em Maher v. Roe, sustenta que "o Estado não é obrigado a fornecer os meios para que as mulheres realizem seus direitos constitucionalmente protegidos, mas apenas a abster-se de colocar quaisquer 'obstáculos' em seu 'caminho'".
O movimento de justiça reprodutiva busca garantir os direitos reprodutivos das mulheres, tentando abolir a fundação de direitos civis criada por Roe, que não tratou de questões de acesso ao aborto ou opressão reprodutiva, e substituí-la por uma fundação de direitos humanos que exigiria que o Estado garantisse todas as o acesso da pessoa à livre tomada de decisão reprodutiva. A definição de justiça reprodutiva e as questões em que o movimento se concentra continuarão a evoluir com os desafios à liberdade reprodutiva que as mulheres marginalizadas enfrentam.

### Opressão reprodutiva
A organização Comunidades Asiáticas para a Justiça Reprodutiva, um dos grupos originais para definir e promover a justiça reprodutiva, define os desafios à saúde reprodutiva, direitos e justiça como "opressão reprodutiva". Eles explicam:

O controle e exploração de mulheres e meninas por meio de nossos corpos, sexualidade e reprodução é um caminho estratégico para regular populações inteiras que é implementado por famílias, comunidades, instituições e sociedade. Assim, a regulação da reprodução e exploração do corpo e do trabalho das mulheres é tanto uma ferramenta quanto um resultado de sistemas de opressão baseados em raça, classe, gênero, sexualidade, habilidade, idade e status imigratório. Isso é opressão reprodutiva como usamos o termo.

### Retórica
Usar o termo "justiça reprodutiva" em vez de "pró-escolha", "direitos reprodutivos" ou "saúde reprodutiva" é uma escolha retórica. Robin West, professor de direito e filosofia em Georgetown, diz que os processos judiciais "pró-escolha" podem ter sido perdidos devido à forma como a questão foi enquadrada. Por exemplo, ela argumenta que a retórica dos "direitos" dá aos tribunais, especificamente à Suprema Corte, imenso poder retórico. A saúde reprodutiva geralmente coloca o poder nas mãos de médicos, profissionais médicos e a capacidade de acessar clínicas. Nessa visão, "direitos" e "saúde" referem-se ao poder sendo dado às pessoas de uma perspectiva de cima para baixo. Como resposta, o termo "justiça" destina-se a devolver o poder às mãos do povo.
Embora distintos das estruturas pró-escolha, os defensores da justiça reprodutiva normalmente confiam na narrativa como uma estratégia retórica para mobilizar o consenso. Essas narrativas centralizam as histórias e a tomada de decisões das mulheres. As narrativas que se baseiam na memória pública dos movimentos feministas ligam as histórias das mulheres ao longo do tempo e do espaço e ajudam as pessoas a compreender as razões de organização do movimento. Isso facilita a conexão pessoal com decisões políticas abstratas e dá um rosto humano às questões políticas. Enquanto as narrativas feministas enfatizam as histórias e experiências das mulheres, as narrativas de justiça reprodutiva se concentram nas histórias especificamente das mulheres de cor, tratando aquelas com experiência vivida como especialistas nos desafios que enfrentam. Para questões de justiça social, as narrativas operam em dois níveis: narrativas individuais como estratégia de conquista de direitos e narrativas sobre justiça social ou movimentos ativistas.

### Retórica digital
As táticas baseadas em tecnologia usadas por grupos ativistas para falar contra a opressão reprodutiva podem ser chamadas de retórica digital. Por exemplo, as mulheres usaram as redes sociais para reunir suas forças em um ataque contra o projeto de lei de aborto HEA 1337 em 2016. Por meio de seu planejamento em um portal de anúncios online, os participantes ligavam sistematicamente para o escritório de Mike Pence para oferecer informações sobre seus períodos para provar os requisitos problemáticos do projeto de lei. Como forma digital de retórica, a mídia pode se tornar mais do que apenas uma forma de trocar mensagens e pode emergir como infraestrutura em nossas vidas.
Como um conceito que se enquadra na retórica digital, o tecnofeminismo complementa a estrutura e os objetivos da justiça reprodutiva. Tanto o tecnofeminismo quanto a justiça reprodutiva estão centrados na interseccionalidade e sua ênfase no reconhecimento da existência de identidades múltiplas e únicas. O tecnofeminismo reforça a presença de espaços digitais como úteis para o ativismo feminista, mas esses espaços também podem empoderar os grupos errados em determinada situação; isso pode ser problemático interseccionalmente. A justiça reprodutiva está em desacordo com essa questão porque os espaços online podem empoderar ativistas feministas e grupos antiaborto simultaneamente, por exemplo. Abordar a existência de formações de poder por meio de noções de interseccionalidade garantirá que não haja conformidade indireta com os comportamentos que esses grupos exibem. Além disso, reconhecer a conexão entre identidade e poder permite uma maior atenção às mudanças e à diversidade tecnofeministas.

## No Brasil

### Mapa de Justiça Reprodutiva
O Coletivo Feminista Sexualidade e Saúde teve a iniciativa de criar um Mapa de Justiça Reprodutiva, para assinalar os obstáculos no acesso a métodos contraceptivos e ao aborto legal no Sistema Único de Saúde no município de São Paulo. Este projeto foi desenvolvido em conjunto com a Bancada Feminista do PSOL e a Secretaria Municipal de Direitos Humanos e Cidadania, executado por meio de Termo de Fomento com a Organização da Sociedade Civil (OSC), nos termos da Lei 13.019/2014 do Marco Regulatório das OSC.
O mapa inclui dados sobre o acesso a métodos contraceptivos e aborto legal na cidade de São Paulo, que inclui as sub-prefeituras do Município de São Paulo, tais como a quantidade, os locais onde são disponibilizados, a diferenciação de acesso por raça ou cor e faixa etária.

## Nos Estados Unidos

### Origens

#### Diferentes normas e técnicas de gênero
As primeiras noções de libertação das mulheres concentravam-se principalmente na liberdade dos papéis de gênero da Era Vitoriana. Esses papéis colocaram as mulheres brancas no culto da domesticidade, confinando-as às expectativas de maternidade e dona de casa, destituídas de qualquer autonomia separada de seus maridos ou famílias. Mulheres cujos parceiros ou familiares se opõem ao aborto tendem a ter um impacto negativo. Pode fazer com que as mulheres não procurem os cuidados que desejam e precisam, e fazer com que as mulheres procurem cuidados de maneiras não convencionais.
As normas e restrições femininas não se aplicavam exatamente da mesma maneira para mulheres negras e outras mulheres de cor. As mulheres negras eram consideradas fora do culto da domesticidade e de muitas de suas normas de gênero que eram percebidas pelos brancos; como Stephanie Flores escreveu no The Undergraduate Journal of the Athena Center for Leadership Studies no Barnard College, "os negros não eram percebidos como femininos, mas como menos que humanos", mas a contracepção ainda era socialmente inaceitável para as mulheres negras porque era seu dever produzir mais escravos.
Os estigmas sociais em vigor impactam muito a forma como as mulheres negras são percebidas a partir do aborto. As mulheres de cor têm mais dificuldade em encontrar comunidades de apoio ou pessoas a quem possam recorrer para obter ajuda ou conselhos. As mulheres de cor também tendem a ter mais dificuldade em encontrar um bom ambiente para criar seus filhos, onde estarão seguros, cuidados e bem alfabetizados.
Historicamente, nem as mulheres negras nem brancas tiveram plena autonomia corporal em relação à sua saúde reprodutiva, mas vivenciaram essa falta de liberdade de forma diferente e, assim, surgiu a necessidade de um movimento que fosse capaz de atender especificamente às experiências e desafios únicos enfrentados pelas mulheres. Mulheres negras. Da mesma forma, mulheres latinas, árabes/do Oriente Médio, indígenas e asiáticas/ilhas do Pacífico enfrentaram diferentes normas de gênero com base em sua raça/etnia. No entanto, a diferença nos EUA sempre foi maior entre as mulheres brancas, que são o grupo mais privilegiado, e as mulheres negras, que foram as mais difamadas.

#### Esterilização forçada, coerciva e controle de natalidade
No início dos principais movimentos de direitos das mulheres nos Estados Unidos, os direitos reprodutivos eram entendidos como os direitos legais que diziam respeito ao aborto e medidas contraceptivas como o controle de natalidade. Os defensores e organizações predominantemente brancos que lutavam pelos direitos reprodutivos durante essa época se concentraram quase exclusivamente nesses objetivos. Isso resultou na exclusão generalizada e duradoura das mulheres negras dos principais movimentos de direitos das mulheres.
O início do movimento de controle de natalidade nos Estados Unidos alienou as mulheres negras de várias maneiras. Com liderança majoritariamente branca, os defensores desse movimento atendiam principalmente às necessidades das mulheres brancas. Além disso, no início do século XX, nacionalistas brancos espalharam o conceito de "suicídio racial", o medo de que mulheres brancas usando controle de natalidade reduzissem o número de bebês brancos nascendo, limitando assim o poder e o controle dos brancos nos Estados Unidos. Esse conceito tem sido uma força motriz por trás da história da esterilização forçada e coerciva de mulheres negras em todo o mundo, inclusive nos EUA. Os casos mais recentes de esterilização não consensual nos EUA ocorreram ao longo do século 20, tendo como alvo "mulheres vivendo com HIV, mulheres que são minorias étnicas e raciais, mulheres com deficiência e mulheres pobres, entre outras". Muitas vezes, o "consentimento" para a esterilização foi obtido de mulheres em circunstâncias angustiantes (ou seja, durante o parto) ou obtido sem fornecer todas as informações necessárias sobre a esterilização. Outras vezes, o consentimento da mulher não era dado, e o procedimento era feito quando a mulher achava que estava fazendo apenas uma cesariana. Em muitos estados, essas esterilizações foram financiadas publicamente. Tais esforços de esterilização resultaram na quase eliminação de algumas tribos nativas americanas. De acordo com Flores:

O movimento feminista dominante reconheceu a esterilização coagida como um problema para as mulheres negras, mas continuou a defender o acesso mais fácil às esterilizações e abortos para elas mesmas. Suas demandas impactaram direta e negativamente as mulheres negras, pois não levaram em consideração as necessidades das mulheres negras de proteção contra hospitais e funcionários do governo que, de outra forma, forçariam as mulheres negras a limitar sua reprodução.

As conotações genocidas e a falta de consideração pela esterilização forçada no movimento de controle de natalidade contribuíram para os desafios interseccionais enfrentados pelas mulheres de cor. Eles também resultaram em um movimento de pessoas negras contra a escolha das mulheres negras de usar controle de natalidade ou aborto, em vez de produzir mais bebês negros para construir a comunidade. Isso efetivamente dividiu a comunidade negra. O movimento de controle de natalidade defendia essencialmente a ideia de que as mulheres poderiam alcançar liberdade e igualdade recebendo acesso legal a serviços de planejamento familiar, o que poderia ajudar a tirá-las da pobreza. Embora isso possa ter sido parcialmente verdade para as mulheres brancas que estavam livres de discriminação racista ou classista, as mulheres negras enfrentaram muitas outras barreiras que estavam bloqueando seu caminho para a libertação, pela natureza de serem negras em uma sociedade tão racialmente desigual. Margaret Sanger, uma proeminente defensora de contraceptivos e a primeira a cunhar o termo "controle de natalidade" no final do século XIX, foi criticada por se alinhar com eugenistas de maneiras que perpetuavam o controle de natalidade como um método de controle populacional. Existem vários níveis de concordância/desacordo com essa crítica dentro do movimento de justiça reprodutiva. Em Killing the Black Body, a autora Dorothy Roberts afirma que Sanger contribuiu significativamente na luta pelo acesso à contracepção, mas o fez de uma maneira que muitas vezes desviou o foco da autonomia reprodutiva e utilizou ideias eugênicas que eram proeminentes na época.
Há também um histórico de promoção coercitiva do controle de natalidade entre mulheres negras nos Estados Unidos. Antes de sua aprovação pelo FDA, as pílulas anticoncepcionais foram testadas em mulheres porto-riquenhas que não foram informadas de que estavam participando de um ensaio clínico de medicamentos pouco testados, nem foram informadas sobre os efeitos colaterais que estavam ocorrendo entre seus pares no estudo. Algumas mulheres nem foram informadas de que as pílulas eram destinadas a prevenir a gravidez, e aquelas que foram informadas disso foram informadas de que era 100% eficaz. As mulheres nos ensaios receberam doses dez vezes maiores do que o que é realmente necessário para evitar a gravidez. Embora alguns participantes do estudo tenham morrido, eles não foram submetidos à autópsia para descobrir se a droga estava relacionada às suas mortes. Mais recentemente, mulheres de cor, mulheres de baixa renda, mulheres em conflito com a lei e mulheres que usaram drogas ilícitas foram coagidas a usar contraceptivos reversíveis de longa ação (abreviado do inglês: LARCs). As mulheres tiveram a escolha entre os LARCs e a prisão, ou foram informadas de que perderiam seus benefícios públicos se não usassem os LARCs. O Medicaid cobriu a implantação de LARCs, mas não sua remoção, o que afetou desproporcionalmente as mulheres negras, que muitas vezes sofrem com a pobreza e dependem do Medicaid. LARCS também foram promovidos desproporcionalmente para mulheres de cor. Muitos criticam esses esforços como baseados na eugenia e buscando reduzir o crescimento populacional entre as comunidades de cor.
Defensores anti-aborto usaram a história da esterilização forçada e coerciva e controle de natalidade para alegar que o aborto em si representa uma conspiração eugênica. O movimento cita as altas taxas de aborto entre mulheres negras e a presença de clínicas de aborto em bairros predominantemente negros como evidência. Seus métodos se concentram em erguer outdoors em todo o país com mensagens como "As crianças negras são uma espécie em extinção" e "O lugar mais perigoso para um afro-americano é o útero". Os defensores da justiça reprodutiva respondem mostrando que as mulheres negras têm taxas mais altas de aborto porque têm taxas mais altas de gravidez não planejada devido a fatores como disparidades na saúde e educação sexual. A taxa de fecundidade entre as comunidades negras é a mesma que entre as comunidades brancas, mostrando que as populações negras não estão em declínio. As clínicas de aborto são intencionalmente citadas em bairros de baixa renda para aumentar o acesso, e as disparidades econômicas significam que muitos desses bairros são predominantemente negros. A autora Dorothy Roberts diz:

O ventre das mulheres negras não é o principal inimigo das crianças negras (...) Racismo, sexismo e pobreza são os principais inimigos das crianças negras. [O outdoor] não destaca as questões por trás do motivo pelo qual as mulheres estão fazendo tantos abortos, apenas as culpa por fazê-lo (...) [Esses outdoors] estão essencialmente culpando as mulheres negras por suas decisões reprodutivas e então a solução é restringir e regular as decisões das mulheres negras sobre seus corpos.

#### Redefinindo os direitos reprodutivos

##### Mulheres de cor
Mesmo quando os tipos de genocídio racial não estavam mais na vanguarda da conversa sobre controle de natalidade, a liberdade reprodutiva para mulheres negras ainda não era uma prioridade do movimento pelos direitos civis nos Estados Unidos. Embora as políticas reprodutivas fossem centrais para o movimento feminista dominante, muitas vezes não eram abordadas de maneira que representassem as necessidades das mulheres de cor, assim como das mulheres brancas. Essas lacunas tanto no movimento pelos direitos civis quanto no movimento pelos direitos das mulheres lançam luz sobre a necessidade de organizações de mulheres negras que seriam separadas dos movimentos existentes focados apenas na igualdade racial sem abordar as necessidades específicas das mulheres ou apenas na igualdade de gênero sem abordar as necessidades específicas das mulheres negras. precisa.
O comitê para acabar com o abuso de esterilização (CESA) foi uma organização formada em 1977 que se dedicava especificamente a abordar a esterilização forçada de mulheres negras nos EUA. O CESA criou um "documento de trabalho" que serviu essencialmente como uma carta aberta para as principais ativistas feministas chamado Sterilization Abuse: A task for the Women's Movement . Este artigo destacou um dos maiores desafios interseccionais que as mulheres negras enfrentaram em sua luta pelos direitos reprodutivos. Ele explicou como, apesar de não ser abordada na luta do feminismo convencional pela liberdade reprodutiva, a esterilização forçada é de fato uma violação dos direitos reprodutivos e que afetou desproporcionalmente as mulheres negras sobre as mulheres brancas. Chamar a atenção para essa violação da liberdade reprodutiva das mulheres negras foi um passo importante para levar à expansão das políticas reprodutivas nos EUA.
Muitas novas organizações de saúde reprodutiva para mulheres de cor foram criadas nas décadas de 1980 e 1990, incluindo o National Black Women's Health Project, e se opuseram à retórica empregada pelo movimento de direitos reprodutivos mainstream para definir a questão do aborto ao longo das estreitas linhas de defesa política que figurou em disputas de aborto desde 1973, como é o caso do episódio Roe v. Decisão da Suprema Corte de Wade que legaliza o aborto nos EUA. Essas novas organizações lideradas por mulheres de cor sentiram que o termo "escolha" excluía as mulheres de minorias e "mascarava as maneiras pelas quais as leis, políticas e funcionários públicos punem ou recompensam a atividade reprodutiva de diferentes grupos de mulheres de maneira diferente". Ativistas pelos direitos das mulheres de cor posteriormente expandiram suas atenções de um foco em práticas injustas de esterilização e altas taxas de gravidez na adolescência entre mulheres de cor para incluir a promoção de uma plataforma mais inclusiva para promover os direitos e escolhas de todas as mulheres.
O conceito de justiça reprodutiva foi articulado pela primeira vez em junho de 1994 em uma conferência nacional pró-escolha por uma bancada informal de mulheres negras que se reuniu na Illinois Pro-Choice Alliance em Chicago. Este caucus precedeu a Conferência Internacional sobre População e Desenvolvimento (CIPD) de 1994, que ocorreu dois meses depois e produziu o Programa de Ação do Cairo, que identificou a saúde reprodutiva como um direito humano. Depois do Cairo, as mulheres negras que promoveram a estrutura de justiça reprodutiva procuraram adaptar a estrutura de direitos humanos delineada pela CIPD ao movimento de direitos reprodutivos dos Estados Unidos. Eles cunharam o termo "justiça reprodutiva", definindo-o inicialmente como "saúde reprodutiva integrada à justiça social" usando a linguagem moral, legal e política dos direitos humanos.
Em 1997, 16 organizações representando e lideradas por mulheres indígenas, asiáticas/ilhas do Pacífico, negras e latinas, incluindo mulheres que estiveram envolvidas no Black Women's Caucus, se uniram para formar o SisterSong Women of Color Reproductive Justice Collective  para criar um movimento nacional pela justiça reprodutiva. Seu site afirma que a justiça reprodutiva é um direito humano, é sobre acesso (não escolha) e é mais do que apenas aborto. Eles argumentam que a justiça reprodutiva pode ser alcançada examinando estruturas de poder e interseccionalidade, unindo identidades e questões e colocando os grupos mais marginalizados no centro da defesa. SisterSong liderou a pressão por um novo e abrangente movimento de justiça reprodutiva como uma alternativa mais inclusiva ao argumento "divisivo" pelos direitos das mulheres que enfatizava principalmente o acesso à contracepção e o direito ao aborto. Os fundadores da SisterSong também sentiram que alguns dos ativistas pró-escolha "pareciam estar mais interessados nas restrições da população do que no empoderamento das mulheres".
À medida que o SisterSong difundiu o conceito de justiça reprodutiva, a estrutura gradualmente ganhou cada vez mais apoio e destaque na discussão dos direitos e do empoderamento das mulheres. A Conferência Nacional de Saúde Reprodutiva e Direitos Sexuais das Mulheres de Cor SisterSong de 2003 popularizou o termo e identificou o conceito como "uma estrutura unificadora e popular" entre as várias organizações que participaram. Em 2004, Jael Silliman e coautores publicaram o primeiro livro sobre justiça reprodutiva, Undivided Rights: Women of Color Organizing for Reproductive Justice. Seguindo em frente, os grupos de justiça reprodutiva modelaram parte de sua retórica a partir do Dr. George Tiller, um provedor de aborto que foi assassinado em sua igreja em Wichita, Kansas, em 2009. Ele cunhou a frase "Trust Women", que foi usada para promover o direito ao aborto, argumentando que as mulheres deveriam ser confiáveis para tomar suas próprias decisões. "Trust Women" tornou-se o nome de uma organização e conferência baseada nos direitos reprodutivos das mulheres. Com base em seu legado e na popularidade dessa frase, a SisterSong e os defensores da justiça reprodutiva adotaram o Trust Black Women:78 como um slogan organizador e o nome de uma coalizão nacional de organizações lideradas por mulheres negras lideradas por SisterSong e dedicadas ao avanço da justiça reprodutiva para a comunidade negra (TrustBlackWomen.org).
Ao longo das décadas desde o nascimento de SisterSong, o grupo inspirou e orientou a criação de dezenas de organizações de justiça reprodutiva lideradas por mulheres de cor em todo o país. Grupos que promovem os direitos das mulheres, como a National Organization for Women e a Planned Parenthood têm adotado cada vez mais a linguagem da justiça reprodutiva em seu trabalho de advocacia. O movimento tem entrado cada vez mais nos espaços convencionais, à medida que organizações como a Estudantes de Direito pela Justiça Reprodutiva surgiram para promover os direitos humanos das mulheres usando o arcabouço da justiça reprodutiva. Em 2016, Hillary Clinton usou o termo justiça reprodutiva durante sua campanha para a presidência.
As mulheres asiáticas e das ilhas do Pacífico faziam parte do movimento de justiça reprodutiva por meio da organização e defesa do fim das práticas opressivas contra elas. Seu movimento incluiu o fim dos estereótipos sexualizados das mulheres da API, que resultaram em serem tratadas como mercadorias. Por outro lado, as comunidades da API assexualizaram as mulheres da API e as forçaram a se conformar na esfera privada. O mito da "minoria modelo" pintava os imigrantes da API como ricos e engenhosos, enquanto muitas mulheres da API trabalhavam em empregos de baixos salários sem seguro de saúde. Em resposta, as mulheres da API formaram muitas organizações de sucesso, como a Asian Immigrant Women Advocates (AIWA), The Committee on South Asian Women e Asian and Pacific Islanders for Choice (APIC).

##### Mulheres nos espaços digitais
Os direitos reprodutivos também foram redefinidos digitalmente. Ir além das contradições sobre mulheres e tecnologia e explorar as maneiras pelas quais essas contradições podem ser desafiadas permite melhores oportunidades de ação.
Em 28 de março de 2016, as páginas "Periods for Pence" foram criadas no Facebook e no Twitter para combater o HEA 1337. Organizadores como Laura Shanley reuniram mulheres online para entrar em contato com o escritório de Pence e fornecer informações sobre sua saúde reprodutiva. As mulheres estavam, em última análise, usando meios digitais para representar seus corpos e se unir como uma equipe de múltiplas identidades com experiências únicas e individuais.
Sites como a National Abortion and Reproductive Rights Action League ajudam a envolver as mulheres com o ativismo político. Por exemplo, alguns sites compartilham petições e links para votação/contato com líderes políticos para que as mulheres possam se envolver apesar de suas vidas ocupadas.

### Pautas da justiça

#### Educação sexual
Em todo o mundo, muitas pessoas não têm uma compreensão de qualidade da educação sexual. As Organizações de Saúde devem fornecer educação sexual incluindo informações e serviços de fácil acesso que possam ser usados. Isso deve incluir conhecimento de escolha sobre parceiros, escolha sobre o momento, possível casamento e conhecimento de consentimento.

#### Controle de natalidade
Os programas federais apoiados por ativistas da justiça reprodutiva remontam ao programa Title X Family Planning, que foi promulgado na década de 1970 para fornecer serviços de saúde reprodutiva a indivíduos de baixa renda. O Título X concede financiamento para clínicas fornecerem serviços de saúde, como exames de mama e pélvicos, exames de DST e câncer, e aconselhamento e educação sobre HIV. Essas clínicas são vitais para indivíduos de baixa renda e sem seguro. Os defensores da justiça reprodutiva também visam aumentar o financiamento para esses programas e aumentar o número de serviços que são financiados.

#### Acesso ao aborto
Defensores da justiça reprodutiva, como SisterSong e Planned Parenthood, acreditam que todas as mulheres devem poder obter um aborto seguro e acessível, se desejarem. Ter acesso seguro, local e acessível a serviços de aborto é uma parte crucial para garantir cuidados de saúde de alta qualidade para mulheres (e para pessoas trans e não conformes de gênero que podem engravidar). Acredita-se que o acesso a serviços de aborto sem barreiras restritivas seja uma parte vital dos cuidados de saúde porque "(...) o aborto induzido está entre os procedimentos médicos mais comuns nos EUA (...) Quase metade das mulheres americanas terá um ou mais em suas vidas". Essas organizações apontam estudos que mostram que quando o acesso ao aborto é proibitivo ou difícil, os abortos inevitavelmente serão adiados, e realizar um aborto com 12 semanas ou mais de gravidez aumenta os riscos para a saúde da mulher e aumenta o custo dos procedimentos. A American Medical Association reitera a importância de remover as barreiras para a obtenção de um aborto precoce, concluindo que essas barreiras aumentam a idade gestacional em que ocorre a interrupção da gravidez induzida, aumentando também o risco associado ao procedimento.
Grupos minoritários experimentam pobreza e altas taxas de gravidez devido à falta de educação sexual e contracepção disponíveis. Além disso, as mulheres de famílias de baixa renda são mais propensas a recorrer a provedores de aborto inseguro e, como resultado, são mais propensas a serem hospitalizadas por complicações relacionadas ao procedimento do que as mulheres de alta renda. Embora os abortos tenham sido legalizados no Roe vs. Wade Suprema Corte de 1973, muitos obstáculos ao acesso das mulheres permanecem. Mulheres jovens, de baixa renda, LGBTQ, rurais e não brancas enfrentam os maiores obstáculos em seus esforços para obter um aborto em muitas partes dos EUA, Os obstáculos para obter um aborto nos EUA incluem a falta de cobertura do Medicaid para abortos (exceto no caso de certas circunstâncias, como risco de vida), leis estaduais restritivas (como as que exigem o consentimento dos pais para um menor que procura um aborto) e cláusulas de consciência que permitem que os profissionais médicos se recusem a fornecer abortos às mulheres, informações relacionadas, ou referências adequadas. Outros obstáculos ao acesso incluem a falta de segurança para provedores e pacientes em instalações de aborto, os legisladores políticos conservadores e antiaborto e os cidadãos que os apoiam, e a falta de provedores de aborto qualificados, especialmente em estados rurais.
O acesso ao aborto é especialmente desafiador para mulheres em prisões, prisões e centros de detenção de imigrantes. Os defensores da justiça reprodutiva argumentam que impedir o acesso ao aborto nessas instalações pode ser visto como uma violação da 8ª Emenda, que impede punições cruéis e incomuns. Uma pesquisa apresentada em Contraception encontrou uma correlação entre as legislaturas estaduais dominadas pelos republicanos e a cobertura severamente restrita para o aborto. Muitos grupos anti-aborto estão trabalhando ativamente para acabar com o aborto, decretando restrições que impedem mais mulheres de obter o procedimento. A pesquisa conclui que o acesso total não está disponível em todos os ambientes, e os ambientes correcionais devem aumentar a acessibilidade dos serviços para as mulheres.
Organizações que promovem a justiça reprodutiva, como NOW e Planned Parenthood, visam fornecer maior acesso a abortos seguros a baixo custo e sem pressão externa. Eles defendem o aumento da cobertura de seguro para abortos, diminuindo o estigma e o perigo associados ao aborto, eliminando a notificação dos pais para adolescentes, treinando mais médicos e clínicas para fornecer abortos seguros e criando conscientização sobre o aborto.

#### Cuidados com a maternidade
Pesquisadores descobriram que as mulheres negras enfrentam disparidades raciais substanciais nos resultados do parto. Isso é pior para as mulheres negras. Por exemplo, as mulheres negras estão 3 a 4 vezes mais propensas a morrer de causas relacionadas à gravidez do que as mulheres brancas. Embora parte do problema seja a prevalência da pobreza e a falta de acesso à saúde entre as mulheres negras, os pesquisadores encontraram disparidades em todas as classes econômicas. Uma mulher negra com um diploma avançado tem mais probabilidade de perder seu bebê do que uma mulher branca com menos de ensino médio. Isso se deve em parte ao preconceito racial no sistema de saúde; estudos descobriram que o pessoal médico é menos propenso a acreditar nas percepções das pessoas negras sobre sua própria dor, e muitas histórias surgiram de mulheres negras sofrendo negligência médica dentro de hospitais e morrendo de complicações na gravidez que poderiam ter sido tratadas. Os pesquisadores também descobriram que o estresse de viver como uma pessoa de cor em uma sociedade racista afeta a saúde física, um fenômeno que foi chamado de intemperismo. O estresse extra da gravidez e do trabalho de parto em um corpo desgastado pode ter consequências fatais.
Os defensores da justiça reprodutiva afirmam a necessidade de corrigir as disparidades raciais na saúde materna por meio de mudanças sistêmicas nos sistemas de saúde, e também defendem particularmente o acesso ao modelo de cuidados de obstetrícia. Os cuidados de obstetrícia têm fortes raízes nas antigas tradições das comunidades de cor e geralmente são administrados por outras mulheres, em vez de médicos. Os profissionais de obstetrícia tratam o indivíduo como uma pessoa inteira, em vez de um corpo objetivado. Os cuidados de obstetrícia envolvem profissionais treinados, incluindo parteiras (que são medicamente treinadas para monitorar e proteger a saúde materna, fetal e infantil e dar à luz bebês), doulas (que fornecem apoio emocional e prático e advocacia às mães durante a gravidez, parto e pós-parto, mas não têm formação médica), e consultores de lactação (que treinam e apoiam as mães em lactação). O modelo de cuidados de obstetrícia demonstrou melhorar os resultados do parto, mas muitas vezes não é coberto pelo seguro de saúde e, portanto, acessível apenas às pessoas mais ricas. Grupos de justiça reprodutiva defendem o acesso ao modelo de assistência obstétrica não apenas para corrigir as disparidades raciais nos resultados do parto, mas porque acreditam que toda mulher tem o direito humano de dar à luz da maneira que desejar, incluindo um parto domiciliar ou um parto modelo de parteiras em um centro de parto ou hospital.

#### Abuso sexual
A justiça reprodutiva também se concentra em fornecer proteção contra o abuso sexual, atividade sexual indesejada que acontece quando uma pessoa é pressionada, enganada, ameaçada ou forçada de forma não física , quando se trata de parceiros domésticos. O abuso sexual consiste, mas não se limita a: pedir continuamente favores sexuais até que a resposta desejada seja alcançada, fazer um parceiro sexual pensar que é tarde demais para mudar de ideia, manipulação, ameaças que podem comprometer a segurança de alguém com base na preferência sexual ou orientação, e stealthing. O abuso sexual entre parceiros domésticos tornou-se um problema maior nos Estados Unidos. Em 2014, houve uma pesquisa feita por Susan Leahy que se concentra em agressão sexual não-violenta não consensual. As mulheres negras são vítimas de uma taxa alarmantemente maior do que suas contrapartes. 17% das mulheres negras sofreram alguma forma de coerção sexual por parte de seus parceiros domésticos. Este é um problema conhecido desde The Civil Rights, em que as mulheres usaram esse holofote para lutar por seus direitos sobre seus corpos e lutar contra a má conduta sexual contra elas.

##### Gravidez, parto e pós-parto durante o encarceramento
As mulheres de cor são desproporcionalmente visadas pela justiça criminal e pelos sistemas de detenção de imigrantes, particularmente mulheres de baixa renda ou de outros setores da sociedade com acesso limitado aos cuidados de saúde. Um relatório de Rhode Island mostrou que 84% das mulheres na prisão haviam sido sexualmente ativas dentro de 3 meses após a prisão, mas apenas 28% usaram contracepção. As mulheres recentemente encarceradas estão, portanto, em maior risco de gravidez indesejada. Muitas dessas gestações também se tornam de alto risco devido ao uso de substâncias antes do encarceramento e à falta de serviços de assistência pré-natal antes e durante o encarceramento, levando a partos prematuros, abortos espontâneos, bebês com baixo peso ao nascer, pré-eclâmpsia ou síndrome alcoólica fetal. Durante o encarceramento, muitas mulheres relatam desafios no acesso a cuidados pré-natais, partos e pós-parto adequados, às vezes com resultados desastrosos e até fatais. As mulheres têm negado atendimento médico durante o trabalho de parto, algemadas durante o trabalho de parto mesmo contra os pedidos de profissionais médicos e recusadas visitas de médicos no pós-parto após partos de alto risco. Algemar em restrições de cinco pontos (ambos os pulsos, ambos os tornozelos e na barriga) durante a gravidez e pós-parto é conhecido por causar problemas como um aborto espontâneo (se uma mulher tropeçar e não conseguir amortecer a queda com as mãos) e pode reabrir pontos de uma cesariana. As mulheres também relataram ser automaticamente confinadas ao isolamento após o parto e separação dos recém-nascidos, o que aumenta o risco de depressão pós-parto. A amamentação e a extração de leite também foram proibidas, o que é prejudicial à saúde materno-infantil e ao vínculo mãe-bebê. Defensores em vários estados têm lutado contra essas políticas, muitas vezes usando uma estrutura de justiça reprodutiva, e vários conseguiram mudanças nas políticas. Grupos de doulas também se formaram para prestar assistência a mulheres encarceradas e detidas, muitas vezes usando uma estrutura de justiça reprodutiva.

##### Doenças e outras condições de saúde
Desde 1980, o número de mulheres na prisão triplicou, levando a uma alta incidência de graves problemas de saúde, incluindo HIV, hepatite C e doenças reprodutivas. A taxa de HIV é maior entre as mulheres encarceradas do que entre os homens encarcerados, e pode ser até cem vezes maior entre as pessoas encarceradas do que na população em geral. A tendência para sentenças mais longas e mais pesadas também levou a maiores preocupações com a saúde, já que muitas prisões, prisões e centros de detenção oferecem pouca acessibilidade a cuidados médicos adequados. Devido ao estigma, quando pessoas encarceradas e detidas recebem assistência médica, geralmente é de qualidade inferior. Além disso, prisões e centros de detenção estão sendo cada vez mais construídos em terras rurais, isolados dos principais recursos para assistência médica. Duas grandes áreas de preocupação para a justiça reprodutiva nas prisões são a negligência médica e a intervenção não consensual da prisão sobre o direito da mulher à reprodução.

##### Esterilização forçada e contracepção
As prisões têm demonstrado altos incidentes de violações dos direitos humanos. Estes incluem casos de negligência médica e esterilização forçada. Atos de esterilizações forçadas têm sido frequentemente usados para justificar punições para mulheres presas. Essas violações continuam a ocorrer devido à limitada atenção pública aos casos de desumanização e injustiça de prisioneiros. Isso leva a um maior desamparo, pois as mulheres presas perdem a palavra no tratamento de seus corpos. Por exemplo, as prisões muitas vezes realizam histerectomias forçadas em mulheres presas. O Artigo 7 do Pacto Internacional sobre Direitos Civis e Políticos estabelecido pelas Nações Unidas proíbe a tortura cruel, degradante e desumana. Os efeitos duradouros da esterilização forçada, bem como o sofrimento desnecessário devido a doenças não tratadas, violam esses tratados.
As mulheres com deficiência são uma das minorias que são fortemente impactadas pela privação dos direitos reprodutivos. Muitas vezes sofrem discriminação, limitações ao tipo de contracepção que recebem e formas de esterilização. Muitas mulheres com deficiência são coagidas a esterilizações que nunca deram consentimento, e muitos médicos muitas vezes tomam essa decisão para mulheres ou mesmo familiares que dão consentimento para prosseguir com o processo de esterilização para elas. Isso é visto como uma violação, tortura ou abuso para muitas mulheres ao redor do mundo que são privadas de seu direito de fazer sua própria escolha por seu corpo. As mulheres com deficiência também são privadas do direito de escolher o tipo de contracepção que usam. Quando as mulheres com deficiência são comparadas às mulheres sem deficiência, o tipo de contracepção que recebem nas clínicas é bastante diferente. As mulheres com deficiência geralmente recebem uma contracepção de ação prolongada e reversível, enquanto aquelas sem deficiência recebem métodos moderadamente eficazes. Isso é em parte resultado da falta de conhecimento e experiência com pacientes com deficiência. Ao levar em conta as muitas esterilizações forçadas e discriminações contra mulheres de minorias, a eugenia também pode ser parte da razão pela qual essas discriminações ocorrem contra mulheres com deficiência e outras. Nos Estados Unidos, as esterilizações forçadas têm ocorrido para fins eugênicos desde o pós-guerra. Califórnia sendo um dos estados que permitiram esterilizações forçadas na década de 1940, especialmente em grupos minoritários de mulheres que tinham genes proeminentes desfavorecidos. Instituições na Califórnia relataram ter esterilizado cerca de 381 pessoas, mas depois as esterilizações cessaram devido à pouca comprovação científica para diminuir a genética desfavorável. No entanto, as mulheres com deficiência ainda eram um dos poucos grupos em 1954 a ter esterilizações realizadas depois que nenhuma prova de eficácia foi encontrada. As esterilizações forçadas foram realizadas em pessoas de cor, mulheres imigrantes latinas, mulheres com deficiência mental, mulheres com deficiência física, mulheres de baixa renda e muitas outras nos Estados Unidos. Essas mulheres fazem parte de um ou mais grupos minoritários que foram visados por não terem os genes ideais ou por limitar o crescimento populacional.

##### Separação de famílias
Os sistemas de justiça criminal, bem-estar infantil e de detenção de imigrantes frequentemente visam e separam famílias com identidades marginalizadas, o que os defensores dizem ser uma questão de justiça reprodutiva. O sistema de fiança em dinheiro encarcera apenas pessoas que têm baixa renda e não podem pagar fiança, o que geralmente significa pessoas de cor. Devido à Lei de Adoção e Famílias Seguras, os pais podem perder todos os direitos legais de seus filhos se estiverem encarcerados por 15 dos últimos 22 meses, mesmo que ainda estejam aguardando julgamento. Tanto o encarceramento quanto a detenção de imigrantes separam as crianças de pais competentes que as querem, o que muitas vezes é profundamente traumático e pode resultar em crianças sendo colocadas no sistema de adoção, onde a probabilidade de resultados educacionais e de saúde precários aumenta, assim como a probabilidade de envolvimento futuro da justiça criminal, e esses resultados são piores para crianças de cor.

#### Grupo de pessoas LGBTQ+
O acesso a serviços de saúde reprodutiva é mais limitado entre a comunidade LGBTQ do que entre heterossexuais. Isso fica evidente pelo menor número de horas de treinamento que os alunos que vão para a área médica recebem sobre problemas de saúde enfrentados por pessoas LGBTQ. As evidências também mostram que, uma vez que os alunos concluem o treinamento e se tornam profissionais de saúde, muitas vezes adotam atitudes heteronormativas em relação aos seus pacientes. Além de padrões educacionais mais baixos e preconceito clínico evidente contra pacientes LGBTQ, também há pesquisas em saúde limitadas especificamente aplicáveis à comunidade LGBTQ.
Assim como as pessoas heterossexuais cisgênero, as pessoas LGBTQ ainda precisam de acesso à educação sexual, saúde sexual e reprodutiva, como testes e tratamento para doenças sexualmente transmissíveis, controle de natalidade e aborto. Apesar dos mitos em contrário, as pessoas LGBTQ ainda podem enfrentar gravidezes indesejadas. Muitos enfrentam um risco aumentado para certas doenças sexualmente transmissíveis, como o HIV. O acesso ao tratamento de fertilidade e adoção também é uma questão de justiça reprodutiva para muitas pessoas LGBTQ que desejam criar filhos. Da mesma forma, o preconceito contra pessoas LGBTQ é uma questão de justiça reprodutiva que afeta sua autonomia corporal pessoal, segurança e capacidade de criar e apoiar famílias saudáveis. A criação de família autodeterminada é um direito humano de todas as pessoas, de acordo com a justiça reprodutiva. Pessoas trans compartilham todas essas questões de justiça reprodutiva; além disso, o acesso aos hormônios de afirmação de gênero é considerado uma questão reprodutiva necessária à sua autonomia corporal pessoal. Pessoas trans nos EUA, especialmente pessoas trans de cor, enfrentam o mais severo preconceito e violência direcionados à comunidade LGBTQ. Mulheres trans negras, em particular, estão sendo assassinadas em taxas alarmantes.

#### Justiça econômica
Devido ao racismo sistêmico, as mulheres negras nos EUA ganham consideravelmente menos do que homens brancos e também substancialmente menos do que mulheres brancas ou homens negros. Isso afeta sua capacidade de pagar o controle de natalidade, saúde reprodutiva e aborto, bem como sua capacidade de ter quantos filhos quiserem e criar suas famílias com recursos adequados. Devido a restrições econômicas, as mulheres de cor são mais propensas do que outras mulheres a sentir que precisam abortar a gravidez que desejam. Eles também são mais propensos a viver na pobreza porque têm mais filhos do que podem facilmente cuidar. As mulheres de baixa renda são mais propensas a contar com apoios sociais do Estado, que muitas vezes limitam ainda mais seu acesso ao controle de natalidade, serviços de saúde reprodutiva, aborto e cuidados de maternidade de alta qualidade, como serviços de obstetrícia.
Em 1977, o governo federal dos Estados Unidos aprovou a Emenda Hyde, que eliminou o Medicaid federal que financiava abortos e serviços reprodutivos para mulheres de baixa renda. Isso causou mais barreiras às mulheres de baixa renda no acesso aos serviços de saúde reprodutiva e significou que elas teriam que "abrir mão de outras necessidades básicas para pagar pelo aborto, ou teriam que levar a gravidez não planejada a termo". A emenda resulta na discriminação de mulheres pobres que "muitas vezes mais precisam de serviços de aborto" e têm "acesso reduzido ao planejamento familiar e experimentam taxas mais altas de vitimização sexual". Devido ao racismo sistêmico nos Estados Unidos, as mulheres de cor "dependem desproporcionalmente de fontes públicas de assistência médica", então a emenda Hyde impactou substancialmente essas mulheres.

#### Justiça ambiental
Como a justiça reprodutiva está ligada ao bem-estar da comunidade, o artigo de 2012 de Kathleen M. de Onı na Environmental Communication argumenta que a justiça reprodutiva deve ser entendida ao lado da justiça ambiental e das mudanças climáticas. Os defensores da justiça reprodutiva se organizam para causas de justiça ambiental porque questões como água potável e toxinas em produtos de beleza podem afetar a saúde física e reprodutiva e a saúde das crianças. A crise hídrica de Flint Michigan é frequentemente citada como um exemplo disso porque uma comunidade de baixa renda composta principalmente por pessoas de cor foi forçada a usar água potável tóxica, uma situação que os defensores dizem que provavelmente não teria sido infligida a uma comunidade mais rica e branca. A justiça reprodutiva ambiental foi construída com a premissa de garantir que a saúde e as capacidades reprodutivas das mulheres não sejam limitadas pela poluição ambiental.
A justiça ambiental é uma resposta ao racismo ambiental . “O racismo ambiental refere-se a políticas, práticas ou diretivas ambientais que afetam ou prejudicam diferencialmente (intencionalmente ou não) indivíduos, grupos ou comunidades com base em raça ou cor”. O movimento de justiça ambiental começou em 1982, em Warren County, Carolina do Norte. Ele nasceu de protestos que ocorreram em resposta a um aterro de bifenilos policlorados, localizado no condado de Warren, "uma área rural no nordeste da Carolina do Norte com a maioria de moradores pobres e afro-americanos". Devido ao potencial de contaminação das águas subterrâneas, houve uma imensa reação dos moradores e "manifestantes argumentaram que o Condado de Warren foi escolhido, em parte, porque os moradores eram principalmente pobres e afro-americanos". Os protestos resultaram em 500 prisões, mas o aterro não pôde ser interrompido.
Um exemplo de racismo ambiental que mostra a promulgação da justiça ambiental e da justiça reprodutiva é o gasoduto de acesso de Dakota e os protestos em Standing Rock. Os Sioux de Standing Rock e outras tribos indígenas vêm protestando contra a construção do duto de acesso a Dakota e a subsequente contaminação das águas ao redor desde abril de 2016.

#### Imigração e justiça reprodutiva
A justiça reprodutiva inclui o direito de exercer autonomia sobre as estruturas familiares e o direito de se reproduzir. Muitas vezes, a política de deportação e imigração pode afetar o planejamento e a estrutura familiar de maneira fundamental - se um dos pais é deportado, pode levar à restrição da renda de uma família e sobrecarregar um único pai. Além disso, ser separado de um dos pais pode levar ao traumatismo das crianças.
Além disso, o Immigration Customs Enforcement (ICE) foi criticado pela prática de esterilização forçada de mulheres imigrantes sob custódia de centros de detenção privados. A enfermeira Dawn Wooton, a denunciante que chamou a atenção para a falta de consentimento informado de pacientes imigrantes no Irwin Country Detention Center, observou que "essas mulheres imigrantes, eu não acho que elas realmente, totalmente, entendem completamente que isso é o que vai acontecer acontecer dependendo de quem explica a eles."
As mulheres latinas imigrantes são frequentemente estereotipadas como aproveitando a oportunidade de ter filhos nos EUA para se beneficiar da cidadania de seus filhos. Isso leva à violação de muitos benefícios de saúde e direitos de saúde reprodutiva. As mulheres imigrantes latinas também costumam enfrentar a pobreza, pois, sem status legal, não têm muitas oportunidades de trabalho aqui nos EUA, o que pode interferir nos cuidados com os filhos e na saúde reprodutiva da mãe. Além disso, o sistema de imigração nos Estados Unidos infringe os direitos reprodutivos de mulheres detidas em instalações de imigração. As mulheres são separadas de seus filhos pela força, têm acesso negado a cuidados de saúde reprodutiva ou abortos negados. As mulheres imigrantes com status legal também enfrentam discriminação e medo, vivem com medo de que, se solicitarem assistência do governo para cuidar adequadamente de seus filhos, seu status legal seja afetado negativamente.

#### Habilidade e justiça reprodutiva
Em todo o mundo, as mulheres com deficiência são esterilizadas significativamente mais do que a população em geral. Os Estados Unidos têm um histórico de esterilização forçada de pessoas com deficiência - em 1900, mais de 60 000 pessoas foram esterilizadas à força nos EUA devido a uma crença generalizada na eugenia. Na história recente, várias práticas nos Estados Unidos voltadas para a esterilização de pessoas com deficiência foram consideradas controversas. Em 2007, "The Ashley Treatment" se referia a um procedimento médico no qual os pais de uma criança com deficiência elegiam que sua filha fosse submetida a uma histerectomia e à remoção do tecido do broto mamário, além de um tratamento hormonal que atrasava seu desenvolvimento.

#### Justiça Racial e Justiça Reprodutiva
O racismo na área médica pode desempenhar um papel importante na determinação do acesso de um paciente a cuidados médicos seguros e de qualidade. Nos EUA, um relatório do CDC descobriu que mulheres negras e mulheres indígenas americanas / nativas do Alasca tinham uma taxa de mortalidade relacionada à gravidez (PRMR) mais alta do que suas contrapartes brancas, em 3,2 e 2,3%, respectivamente. Além disso, este estudo revelou que o PRMR para mulheres negras com nível superior é mais de cinco vezes maior do que o PRMR para mulheres brancas com o mesmo nível de escolaridade. Uma pesquisa nacional de cinco causas comuns de mortalidade materna descobriu que as mulheres negras eram mais propensas do que as mulheres brancas a morrer como resultado das mesmas condições médicas.
Reagan McDonald-Mosley, diretor médico da Planned Parenthood Federation of America, discutiu até que ponto a desigualdade racial contribui para a experiência das mulheres negras com a mortalidade materna.

“Ele diz que você não pode educar sua maneira de sair desse problema. Você não pode ter acesso à assistência médica para sair desse problema. Há algo inerentemente errado com o sistema que não valoriza a vida das mulheres negras da mesma forma que as mulheres brancas."

As mulheres negras enfrentam as consequências de profissionais médicos descartarem a dor e as preocupações com a saúde com base no gênero e na raça. Um estudo descobriu que 50% dos estudantes de medicina brancos acreditavam em mitos como que indivíduos negros tinham um nível mais alto de tolerância à dor do que indivíduos brancos, ou que a pele de pacientes afro-americanos é mais espessa do que a pele de pacientes brancos. Esses mitos levam a falsos diagnósticos e à rejeição da dor do paciente. Além disso, estudos mostram que as preocupações com a saúde das mulheres são frequentemente descartadas em consultórios médicos - um estudo descobriu que as mulheres que foram ao pronto-socorro por dor abdominal tiveram um tempo médio de espera 33% maior do que os homens. Um estudo sugeriu que as mulheres são 50% menos propensas a receber medicação para a dor após a cirurgia em comparação com os homens. As mulheres negras caem na intersecção de preconceitos contra pacientes negras e mulheres, o que pode resultar em questões de saúde reprodutiva sendo levadas menos a sério.

#### Questões socioeconômicas e opressão reprodutiva
Não é possível descrever todas as questões de justiça reprodutiva nesta página, pois a justiça reprodutiva inclui e abrange muitos outros movimentos em todo o mundo. A organização Comunidades Asiáticas para a Justiça Reprodutiva, um dos grupos-chave para definir e promover a justiça reprodutiva, diz que os defensores da justiça reprodutiva apoiam uma diversidade de questões que consideram necessárias para que mulheres e pessoas trans tomem decisões reprodutivas livres de constrangimento ou coerção. Essas condições facilitadoras incluem acesso a transporte confiável, serviços de saúde, educação, creche e posições de poder; moradia e renda adequadas; eliminação de ambientes perigosos para a saúde; e livre de violência e discriminação. Devido ao amplo escopo da estrutura da justiça reprodutiva, os ativistas da justiça reprodutiva estão envolvidos na organização dos direitos dos imigrantes, trabalhistas, direito das pessoas com deficiência, movimento LGBT, direitos dos profissionais do sexo, justiça econômica, justiça ambiental, fim da violência contra mulheres e tráfico de seres humanos, e muito mais.:40

## Justiça reprodutiva a nível internacional

### Envolvimento das Nações Unidas
Sob o controle da Organização das Nações Unidas, existem várias entidades cujos objetivos se relacionam ou promovem a justiça reprodutiva. Entre eles, a Convenção sobre a Eliminação de Todas as Formas de Discriminação Contra a Mulher enfatiza os direitos das mulheres à saúde reprodutiva e de escolher "o número e o espaçamento" de seus filhos, além do acesso aos recursos que lhes permitam fazê-lo. A Convenção Contra a Tortura e Outros Tratamentos Cruéis, Desumanos ou Degradantes "tem sido interpretada de modo a incluir a negação de serviços de planejamento familiar às mulheres". O Comitê das Nações Unidas para a Eliminação da Discriminação Racial também esteve envolvido com o movimento de justiça reprodutiva, como quando o Diretor Executivo da SisterSong apresentou a eles um relatório sombra escrito por SisterSong, o Centro de Direitos Reprodutivos e o Instituto Nacional Latina para Saúde Reprodutiva em 2014. Descreveu a crise dos EUA na mortalidade materna entre mães de cor como uma questão de direitos humanos, e o comitê da ONU adotou todas as recomendações do relatório.

#### Conferências no Cairo e Pequim
A Conferência Internacional das Nações Unidas sobre População e Desenvolvimento (abreviado do inglês: CIPD), realizada no Cairo, Egito, em 1994, marcou uma "mudança de paradigma" para um conjunto de políticas sobre população que priorizava os direitos sexuais e reprodutivos das mulheres. Antes da CIPD, os esforços internacionais para medir o crescimento populacional e produzir abordagens que abordassem seus desafios concentravam-se em políticas "rígidas e coercitivas", que incluíam controle obrigatório de natalidade e acesso preferencial a serviços de saúde por pessoas que haviam sido esterilizadas. O Programa de Ação produzido na conferência do Cairo de 1994 foi "anunciado um afastamento das estratégias coercitivas de fertilidade" ao insistir nos "direitos fundamentais de autodeterminação reprodutiva e cuidados de saúde reprodutiva" e forneceu a inspiração ideológica para organizações como a SisterSong nos Estados Unidos para lançar um movimento pela justiça reprodutiva.
A Quarta Conferência Mundial das Nações Unidas sobre a Mulher em Pequim seguiu a CIPD um ano depois, em 1995, e produziu uma Plataforma de Ação que defendia o empoderamento completo de todas as mulheres. Encarregou os Estados do dever de garantir os direitos humanos de todas as mulheres, entre eles o direito à saúde sexual e reprodutiva. A Plataforma de Ação de Pequim também promoveu a justiça reprodutiva ao convocar as nações a reexaminarem as leis que puniam as mulheres por fazerem abortos.

#### Objetivos de Desenvolvimento do Milênio
A Declaração do Milênio de setembro de 2000 e os oito Objetivos de Desenvolvimento do Milênio (ODMs) que surgiram como resultado da declaração construída sobre a estrutura de direitos de saúde sexual e reprodutiva que a CIPD havia estabelecido cinco anos antes. O terceiro e o quinto ODM, para promover a igualdade de gênero e empoderar as mulheres e melhorar a saúde materna, respectivamente, incorporam os princípios da justiça reprodutiva por meio da "promoção de escolhas sexuais e reprodutivas saudáveis, voluntárias e seguras para indivíduos e casais, incluindo decisões como o tamanho da família e o momento do casamento." De fato, o Documento Final da Cúpula Mundial de 2005 reitera a conexão entre os Objetivos de Desenvolvimento do Milênio e seu apoio aos muitos fatores sociais que promovem a justiça reprodutiva, comprometendo os países participantes com a saúde reprodutiva relacionada ao cumprimento de todos os oito Objetivos de Desenvolvimento do Milênio. Os defensores da justiça reprodutiva notaram que, por extensão, a justiça reprodutiva é fundamental para incluir nas estratégias para atingir os ODMs.

### Política externa dos Estados Unidos
A Política da Cidade do México, também conhecida por alguns críticos como a Regra Global da Mordaça, e a Emenda Helms relacionada à Lei de Assistência Estrangeira, são políticas externas controversas dos EUA que dizem respeito à justiça reprodutiva fora dos EUA. A Emenda Helms impede o gasto de fundos de ajuda externa dos Estados Unidos em serviços relacionados ao aborto, enquanto a Política da Cidade do México impede que quaisquer ONGs financiadas pelos Estados Unidos usem seus recursos, mesmo fundos levantados independentemente, para serviços relacionados ao aborto. Isso significa que qualquer organização que ofereça abortos cirúrgicos ou químicos, aconselhe os indivíduos que o aborto é uma opção disponível para eles ou participe da defesa da expansão dos direitos ao aborto seria inelegível para assistência financeira dos Estados Unidos. A Política da Cidade do México, em particular, tem sido tão controversa que, desde seu estabelecimento no segundo mandato do presidente Reagan, foi rescindida por todos os presidentes democratas para assumir o cargo no final do mandato de um presidente republicano, apenas para ser reintegrada por cada presidente republicano para tomar posse cargo no final do mandato de um presidente democrata. A cada mudança de política, as ONGs precisam reavaliar a melhor forma de apoiar a saúde reprodutiva de mulheres marginalizadas em todo o mundo em termos de recursos e autonomia corporal. Embora a Política da Cidade do México e a Emenda Helms afetem apenas o direito ao aborto em teoria, os defensores da justiça reprodutiva argumentam que essas políticas têm o efeito colateral de paralisar organizações que abordam outras questões importantes, como assistência pré-natal, acesso a outras formas de contracepção e Triagem e tratamento de DST.
O Plano de Emergência do Presidente para Alívio da AIDS (abreviado do inglês: PEPFAR) é outro programa americano controverso relacionado a iniciativas de financiamento para a saúde reprodutiva global. O objetivo do programa é combater a pandemia global de HIV/AIDS, mas agências como o Center for Health and Gender Equity (CHANGE) questionaram seus métodos e eficácia. Os críticos dizem que dá maior prioridade na distribuição de fundos para organizações religiosas, incluindo algumas "com pouca ou nenhuma experiência de desenvolvimento internacional relevante" e algumas que promovem a abstinência em vez de utilizar métodos eficazes de prevenção. Essa abordagem política, que foi apelidada de ABC – Abstinência, Seja fiel, Uso de preservativos – representa um desafio à justiça reprodutiva. Os defensores sustentam que tais políticas marginalizam grupos de pessoas como pessoas LGBTQ que podem ser discriminadas, bem como mulheres que foram estupradas, para quem "a abstenção não é uma opção". Embora essas organizações reconheçam os ganhos obtidos pela ajuda dos EUA como um todo, elas argumentam que a estrutura rígida do financiamento do PEPFAR impede uma estratégia holística e apropriada à comunidade para reduzir as infecções por HIV/AIDS, e afirmam que o programa é " carregado de restrições e restrições de Washington que eliminam a discricionariedade para a tomada de decisões de financiamento com base nas realidades locais e restringem o alinhamento com os seus homólogos europeus."
Outra política que tem sido condenada pelos defensores da justiça reprodutiva é o Juramento de Lealdade Anti-Prostituição (abreviado do inglês: APLO) produzido em 2003. Requerido pelos Estados Unidos para conceder financiamento a organizações não-governamentais que trabalham para reduzir o fardo do HIV/AIDS internacionalmente, este juramento se compromete a se opor ao tráfico sexual e à prostituição. Organizações que promovem o empoderamento das mulheres, como a International Women's Health Coalition, sustentam que o juramento é "estigmatizante e discriminatório" e que os grupos de pessoas contra a política são justamente aqueles que precisam de ajuda no combate ao HIV/AIDS.

### América do Norte

#### Canadá

##### Esterilizações coagidas de mulheres indígenas no Canadá
No início do século XX, era legal em Alberta (1928-1972) e British Columbia (1933-1973) realizar esterilizações reprodutivas sob a Lei de Esterilização Sexual. Não foi até a década de 1970 que esta legislação foi revogada. No entanto, o dano causado às mulheres indígenas é irreversível e continuou nas décadas após a década de 1970. O início da esterilização coerciva começou com o movimento eugênico no início do século XX e muitos canadenses, na época, eram a favor desse ato. No Canadá, começou com a ideia de controle populacional, porém, visava desproporcionalmente os indígenas, especificamente as mulheres indígenas e seu direito à reprodução. Muitas mulheres indígenas não foram informadas claramente sobre o procedimento de laqueadura e acreditavam que era uma forma reversível de controle de natalidade, quando na verdade era permanente.
Um relatório foi divulgado em 2017, que destacou as laqueaduras forçadas infligidas a mulheres indígenas na Região de Saúde de Saskatoon. No relatório, as mulheres indígenas que se submeteram à cirurgia de laqueadura de trompas descreveram a experiência como fazendo com que se sentissem "invisíveis, perfiladas e impotentes". Muitas mulheres indígenas também afirmaram que se sentiram pressionadas a assinar o termo de consentimento para o procedimento enquanto ainda estavam em trabalho de parto ou em centro cirúrgico. Este relatório recomendou a realização de um estudo nacional para entender com precisão quantas mulheres indígenas foram afetadas por isso. No entanto, dentro do escopo do estudo original, a classe, região e raça do indivíduo desempenham um papel na incidência de esterilização forçada. Em 2017, a Região de Saúde de Saskatoon emitiu um pedido formal de desculpas por seu envolvimento na esterilização coerciva de mulheres indígenas e reconheceu que o racismo era um fator nesse envolvimento. As esterilizações forçadas ainda estavam ocorrendo no Canadá, em 2018. Além disso, ações judiciais foram movidas contra vários governos provinciais por mulheres indígenas que foram submetidas a esterilizações coagidas.

##### Mulheres migrantes e trabalhadores agrícolas temporários no Canadá
Milhares de trabalhadores agrícolas temporários, incluindo muitas mulheres, migram para o Canadá através do Programa de Trabalhadores Agrícolas Sazonais (SAWP). Este programa faz parte do Programa de Trabalhador Estrangeiro Temporário do Canadá (abreviado do inglês: TFWP). Pesquisadores que estudam mulheres migrantes que entram na Colúmbia Britânica, Canadá por meio deste programa, descobriram que elas enfrentam barreiras únicas que inibem sua autonomia corporal e liberdade para fazer escolhas em torno de sua saúde sexual por meio de "políticas e práticas em nível estadual, coerção e controle do empregador e circunstâncias relacionados com a estrutura do SAWP".:29 Essas mulheres são afetadas por muitos fatores que contribuem para sua marginalização, incluindo status legal precário, falta de acesso a serviços de saúde, pobreza, barreiras de conhecimento e idioma e insegurança no emprego.
Utilizando uma estrutura de justiça reprodutiva para analisar essa questão, os pesquisadores mudam o foco de "direitos ao aborto e liberdade sexual" para processos governamentais que inibem o acesso das mulheres a fazer escolhas "seguras, acessíveis e acessíveis".:29As mulheres do SAWP são altamente vulneráveis devido às restrições legais do programa, o que resulta em acesso limitado a programas ou serviços sociais, direitos trabalhistas e serviços de saúde.:98
Como resultado, as mulheres migrantes do SAWP participam de formas "cotidianas" de resistência às injustiças e à opressão. Em vez de formas de protesto ou objeção em grande escala, as táticas para resistir a essas formas de opressão são mais sutis. As formas de resistência para essas mulheres geralmente envolvem a desobediência privada a regulamentações restritivas, informar a mídia anonimamente sobre injustiças, encontrar e acessar formas de controle de natalidade ou serviços de saúde reprodutiva mesmo quando desencorajadas a fazê-lo, forjar relacionamentos e construir uma comunidade, além de buscar a ajuda de grupos de defesa.

### América do Sul

#### Restrição ao acesso ao aborto e controle de natalidade
A América do Sul tem algumas das taxas de abortos inseguros do mundo – para cada 100 nascidos vivos, ocorrem 39 abortos inseguros. Além disso, 45% das mulheres que morrem de complicações devido a um aborto inseguro têm menos de 24 anos. A saúde reprodutiva na América do Sul tornou-se uma questão política acalorada, com o aumento da liderança conservadora e religiosa contribuindo para uma restrição no acesso à saúde e à educação em saúde reprodutiva. O acesso restrito tanto a contraceptivos quanto a serviços de aborto leva a uma alta taxa de mortalidade materna, enquanto a educação limitada leva a altas taxas de gravidez na adolescência.

#### Linhas diretas de informações sobre aborto seguro
O acesso ao aborto na América do Sul varia entre países e cidades. Alguns lugares - como Uruguai, Cuba e Porto Rico - permitem o acesso ao aborto antes da 12ª a 14ª semana de gravidez. Outros locais restringem completamente o aborto, como Chile, El Salvador e Honduras. Em todo o resto da América Latina, o acesso ao aborto é permitido apenas em circunstâncias restritas, o que pode resultar em mulheres submetidas a procedimentos inseguros para interromper a gravidez. Um estudo examinou o impacto de linhas diretas de informação sobre aborto seguro (SAIH) em 5 países (Chile, Argentina, Equador, Peru e Venezuela). Essas linhas diretas, fundadas por ativistas de direitos reprodutivos, enfatizaram a facilitação de informações precisas e factuais sobre a interrupção da gravidez e como buscar um aborto com segurança.

### África

#### Taxas de mortalidade materna e cuidados de saúde
A África Subsaariana tem altas taxas de abortos inseguros - cerca de 6,2 milhões por ano, o que resulta em 15 000 mortes evitáveis. Os valores religiosos às vezes podem criar barreiras sociais ao acesso ao aborto, principalmente em países africanos que praticam o islamismo ou o cristianismo. Além disso, mesmo em países que não restringem totalmente o aborto, as leis que permitem o acesso ao aborto em circunstâncias específicas podem aumentar as complicações de saúde e as mulheres que procuram abortos inseguros.

#### Mutilação genital feminina
A Mutilação Genital Feminina (MGF) refere-se à "remoção parcial ou total da genitália feminina externa ou outra lesão nos órgãos genitais femininos por razões não médicas". Esse procedimento é praticado em 27 países da África e pode levar a impactos duradouros na saúde dos indivíduos que se submetem ao corte. A MGF pode resultar em consequências negativas para a saúde a longo prazo, o que pode afetar a função diária e a saúde reprodutiva. A Organização Mundial da Saúde (OMS) menciona a desigualdade inerente com a MGF abaixo:
"A MGF é reconhecida internacionalmente como uma violação dos direitos humanos de meninas e mulheres. Reflete a desigualdade profundamente enraizada entre os sexos e constitui uma forma extrema de discriminação contra as mulheres. Quase sempre é realizado em menores e é uma violação dos direitos das crianças. A prática também viola os direitos de uma pessoa à saúde, segurança e integridade física, o direito de estar livre de tortura e tratamento cruel, desumano ou degradante, e o direito à vida quando o procedimento resultar em morte."

### Ásia

#### A política do filho único da China
A política do filho único da China fazia parte de um programa para regular o crescimento populacional. Essa política, implementada em 1979, impôs taxas aos pais que pretendiam ter filhos e resultou no uso forçado de dispositivos contraceptivos por 80% das mulheres chinesas na década de 1980. Como resultado da política do filho único, os pesquisadores notaram uma diferença significativa na proporção de filhos do sexo masculino versus filhos do sexo feminino nascidos. A Canadian Broadcasting Corporation descreve as possíveis ramificações dessa proporção aumentada:

"Por causa de uma preferência tradicional por meninos do que meninas, a política do filho único é frequentemente citada como a causa da proporção de sexo distorcida da China [. . . ] Até o governo reconhece o problema e expressou preocupação com as dezenas de milhões de jovens que não conseguirão encontrar noivas e podem recorrer ao sequestro de mulheres, tráfico sexual, outras formas de crime ou agitação social”.

No Sudeste Asiático, as mulheres timorenses ainda enfrentam muitas lutas, ainda lutam por direitos reprodutivos de qualidade e igualdade. Ainda há muita violência contra as mulheres, o que significa que elas ainda lutam pela igualdade de gênero. Muitos cidadãos timorenses identificam-se como católicos, quase noventa e cinco por cento, o que pode ter impacto nos seus direitos e escolhas de saúde sexual. A pesquisa mostrou que nesta cidade, muitas mulheres estão fazendo sexo para engravidar, porém muitos dos homens estavam participando de relações sexuais para satisfazer seus desejos sexuais. Ambos os sexos dificilmente reconheciam o prazer para as mulheres. As mulheres fazem o que mandam, e se o marido quer sexo, é trabalho delas satisfazer as necessidades dele.

## Intervenções que abordam a justiça reprodutiva

### OrganizaçãoWomen on Waves
Women on Waves é uma organização holandesa sem fins lucrativos que utiliza o princípio das águas intencionais para combater as leis restritivas do aborto em todo o mundo. Women on Waves viaja para diferentes países com restrições estritas ao aborto e leva pacientes a 12 milhas da costa, a distância necessária para evitar restrições penais em um país. Essa organização utiliza as águas internacionais como uma brecha para fornecer autonomia reprodutiva a mulheres que, de outra forma, não teriam acesso ao aborto seguro.

### Políticas sobre educação sexual
Muitas organizações de justiça reprodutiva defendem a educação padronizada e informativa sobre saúde sexual nas escolas de todo o mundo. Nos Estados Unidos, a educação em saúde sexual, muitas vezes, pode ser um tópico controverso e politizado; isso pode resultar em alguns estudantes em estados conservadores recebendo informações erradas, ou na exclusão deliberada do currículo que aborda aspectos-chave da sexualidade e saúde reprodutiva. Garantir que o currículo de saúde sexual seja padronizado e medicamente preciso provavelmente resultaria em menos gestações indesejadas, taxas de DST e, em geral, forneceria aos indivíduos os recursos necessários para tomar decisões informadas sobre sua saúde reprodutiva.